# Педня
Пе́дня — река в России, протекает в Волоколамском и Рузском городских округах Московской области. Левый приток Рузы, впадает в Рузское водохранилище.
Берёт начало у деревни Акулово. Течёт на юг по елово-берёзовым лесам. На реке в среднем течении расположена деревня Бутаково. Устье реки Педня находится в 45 км по левому берегу реки Руза. Река впадает в Рузское водохранилище у деревни Лашино. Длина реки составляет 17 км (по другим данным — 13 км), площадь водосборного бассейна — 41,9 км².
По данным Государственного водного реестра России, относится к Окскому бассейновому округу. Речной бассейн — Ока, речной подбассейн — бассейны притоков Оки до впадения Мокши, водохозяйственный участок — Руза от истока до Рузского гидроузла.